# Val Formazza
Val Formazza este o arie protejată (arie de protecție specială avifaunistică — SPA) din Italia întinsă pe o suprafață de 22.223 ha, integral pe uscat.

## Localizare
Centrul sitului Val Formazza este situat la coordonatele 46°14′37″N 8°22′46″E / 46.243741°N 8.379536°E.

## Înființare
Situl Val Formazza a fost declarat arie de protecție specială avifaunistică în februarie 2007 pentru a proteja 44 de specii de animale.

## Biodiversitate
Situată în ecoregiunea alpină, aria protejată conține 20 de habitate naturale: Păduri de Castanea sativa, Păduri de fag Luzulo-Fagetum, Pajiști alpine și boreale, Păduri aluvionare cu Alnus glutinosa și Fraxinus excelsior (Alno-Padion, Alnion incanae, Salicion albae), Păduri acidofile de Picea de la nivel montan la nivel alpin (Vaccinio-Piceetea), Păduri pe pante, grohotișuri și ravene de Tilio-Acerion, Tufărișuri subarctice cu Salix spp., Pante stâncoase silicioase cu vegetație casmofită, Peșteri inaccesibile publicului, Grohotișuri calcaroase și de șisturi calcaroase de la nivelul montan până la nivelul alpin (Thlaspietea rotundifolii), Liziere de ierburi înalte hidrofile de câmpie și de nivel montan până la alpin, Formațiuni ierboase bogate în specii de Nardus, dezvoltate pe substraturi silicioase în zone montane (și în zone submontane, în Europa continentală), Grohotișuri silicioase de la nivelul montan până la nivelul zăpezii (Androsacetalia alpinae și Galeopsietalia ladani), Lespezi calcaroase, Mlaștini turboase de tranziție și turbării mișcătoare, Păduri de fag Asperulo-Fagetum, Râuri de munte și vegetația erbacee de pe malurile acestora, Mlaștini alcaline, Pajiști alpine și subalpine calcaroase, Păduri alpine de Larix decidua și/sau Pinus cembra.
La baza desemnării sitului se află mai multe specii protejate:
- păsări (39): ciocârlie-de-câmp (Alauda arvensis), rață mare (Anas platyrhynchos), fâsă de pădure (Anthus trivialis), lăstunul mare (Apus apus), acvilă de munte (Aquila chrysaetos), buha (Bubo bubo), șerpar (Circaetus gallicus), erete de stuf (Circus aeruginosus), cuc (Cuculus canorus), lăstun de casă (Delichon urbicum), ciocănitoare neagră (Dryocopus martius), șoim călător (Falco peregrinus), gaiță (Garrulus glandarius), ciuvică (Glaucidium passerinum), cocor (Grus grus), rândunică (Hirundo rustica), capîntortură (Jynx torquilla), Lagopus muta helvetica, sfrâncioc roșiatic (Lanius collurio), pescăruș râzător (Larus ridibundus), Lyrurus tetrix tetrix, gaia neagră (Milvus migrans), mierlă de piatră (Monticola saxatilis), pietrar sur (Oenanthe oenanthe), codroșul de pădure (Phoenicurus phoenicurus), pitulice de munte (Phylloscopus bonelli), pitulice sfârâitoare (Phylloscopus sibilatrix), Pyrrhocorax pyrrhocorax, lăstun de mal (Riparia riparia), mărăcinar (Saxicola rubetra), silvie de zăvoi (Sylvia borin), silvie de câmp (Sylvia communis), silvie-mică (Sylvia curruca), Tachymarptis melba, fluierarul de zăvoi (Tringa ochropus), mierlă (Turdus merula), sturz-cântător (Turdus philomelos), sturzul de vâsc (Turdus viscivorus), nagâț (Vanellus vanellus)
- mamifere (2): lupul (Canis lupus), râs eurasiatic (Lynx lynx)
- nevertebrate (1): fluturele auriu (Euphydryas aurinia)
- pești (2): zglăvoacă (Cottus gobio), Salmo marmoratus

Pe lângă speciile protejate, pe teritoriul sitului au mai fost identificate 16 specii de plante, 36 de specii de păsări, 2 specii de amfibieni, 10 specii de mamifere, 12 specii de nevertebrate, 1 specie de pești.